# Fright Night (película de 2011)
Noche de miedo es el remake de la película de 1985 de mismo título de Tom Holland. Touchstone Pictures. Fue estrenada el 19 de agosto de 2011. La película fue lanzada con  calificación PG.

## Trama
Durante su último año en el instituto, Charley Brewster (Anton Yelchin) parece que por fin ha alcanzado todos sus objetivos: es uno de los estudiantes más valorados y sale con la chica más deseada del centro. Su popularidad es tal que ya casi no se relaciona con el que era su mejor amigo.
Sin embargo, cuando Jerry (Colin Farrell) se convierte en su vecino y aunque al principio le parece un tipo genial, su mejor amigo Ed le advierte que no es lo que aparenta. Sin embargo cuando Ed desaparece, empieza a percibir algo extraño en su perfecto vecino. Nadie, ni siquiera la madre de Charley (Toni Collette), se dan cuenta de nada. Después de observar que en la casa de Jerry pasan cosas extrañas, Charley llega a la conclusión de que su vecino es un vampiro que se sirve del vecindario para cazar a sus presas aprovechando el estilo de vida de sus habitantes. Ante la incredulidad de los demás, el protagonista deberá ingeniárselas para deshacerse del monstruo por sí solo en esta moderna versión del clásico de la comedia y el terror dirigida por Craig Gillespie.

## Elenco
- Anton Yelchin como Charley Brewster, hijo de Judy, protagonista.
- Colin Farrell como Jerry Dandridge, antagonista, vampiro/ villano.
- Toni Collette como Judy Brewster, madre de Charley.
- Imogen Poots como Amy Peterson.
- David Tennant como Peter Vincent.
- Christopher Mintz-Plasse como Ed.
- Sandra Vergara como Ginger.[3]

## Producción
En mayo de 2009 DreamWorks anunció que preparaba un remake de Fright Night. Marti Noxon es el guionista del remake. El productor es Mike De Luca y su estreno entonces se pensaba realizar en el año 2011. En marzo de 2010, se anunció que el director sería Craig Gillespie.
El casting de la película se encontraba en proceso, con Anton Yelchin como el adolescente que cree que el vecino de al lado es un vampiro. Toni Collette también actuaría en un papel todavía no anunciado, aunque posiblemente sería la madre de Yelchin. El 11 de mayo de 2010 se anunció que Colin Farrell interpretaría al carismático vecino/vampiro interpretado originalmente por Chris Sarandon. David Tennant también aparece en el reparto interpretando el papel de Peter Vincent. En el remake Peter Vincent será un ilusionista de Las Vegas que utiliza elementos de películas de terror en su espectáculo. Christopher Mintz-Plasse interpretará a Evil Ed, el amigo del protagonista.
La película está protagonizada por Colin Farrell, Christopher Mintz-Plasse, Anton Yelchin, David Tennant, Toni Collette, Imogen Poots, Dave Franco, Will Denton y Sandra Vergara. El rodaje comenzó el sábado 26 de junio de 2010.

## Clasificación
La película recibió una calificación AA